# District de Kiskunfélegyháza
Le district de Kiskunfélegyháza (en hongrois : Kiskunfélegyházi járás) est un des 11 districts du comitat de Bács-Kiskun en Hongrie. Créé en 2013, il rassemble 6 localités dont une ville, Kiskunfélegyháza, le chef-lieu du district.
Cette entité existait déjà sous nom ce nom entre 1898 et 1970. Elle appartenait d'abord au comitat de Pest-Pilis-Solt-Kiskun puis à celui de Bács-Kiskun à partir de la réforme territoriale de 1950.

## Localités
| Nom              | Statut         | Superficie (km²) | Population (2013) |
| ---------------- | -------------- | ---------------- | ----------------- |
| Kiskunfélegyháza | Ville          | 256,30           | 29 567            |
| Bugac            | Grande-commune | 131,11           | 2 759             |
| Bugacpusztaháza  | Commune        | 43,00            | 269               |
| Gátér            | Commune        | 30,89            | 952               |
| Pálmonostora     | Commune        | 53,28            | 1 863             |
| Petőfiszállás    | Commune        | 67,79            | 1 446             |